# Tycherus brunneus

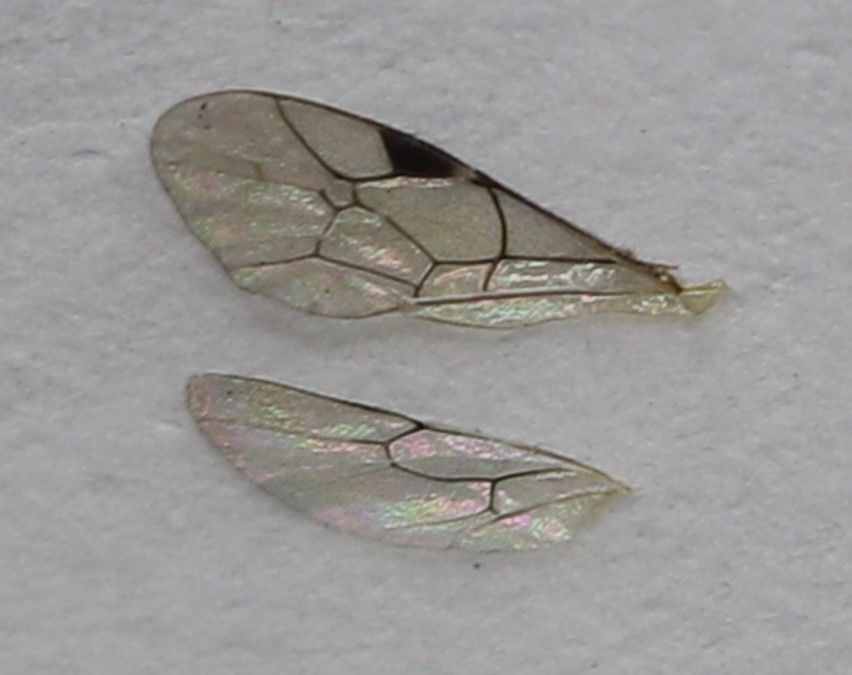
Flügel

Tycherus brunneus ist eine Schlupfwespe aus der Tribus Phaeogenini innerhalb der Unterfamilie der Ichneumoninae. Die Art wurde von dem ungarischen Entomologen Andreas Kiss von Zilah im Jahr 1924 als Eriplatys brunneus erstbeschrieben. Der lateinische Artname brunneus bedeutet „braun“.

## Taxonomie
Der Typenfundort ist die Ortschaft Désakna, das heutige Ocna Dejului, ein Stadtteil von Dej im Nordwesten von Rumänien. Der Entomologe Erich Diller revidierte die Gattungszuordnung der Art nach einer Untersuchung des Holotypus im Jahr 1983 und stellte sie in die Gattung Tycherus.

## Merkmale
Die Schlupfwespen sind etwa 6 mm lang. Im Folgenden die Beschreibung des Weibchens: Kopf, Thorax und Hinterleib sind schwarz gefärbt. Die Fühler haben etwa 21 Geißelglieder. Die Palpen sind gelb. Der Scapus ist schwarz, die basalen Geißelglieder sind rötlich. Eine helle Binde ist auf halber Länge angedeutet. Die apikalen Geißelglieder sind etwas verdunkelt. Die Basis der Flügel ist gelb gefärbt. Das erste Hinterleibssegment ist dorsal rot gefärbt, das zweite mindestens mittig basal. Der kurze Legebohrer ist am Hinterleibsende sichtbar. Die Femora sind verdunkelt. Die vorderen und mittleren Tibien sowie alle Tarsen sind gelbbraun. Die hinteren Tibien sind verdunkelt. Die Vorderflügel weisen ein dunkelbraunes Pterostigma sowie ein fünfeckiges Areolet (kleine Flügelzelle), das an einer Seite offen ist, auf.

## Verbreitung
Tycherus brunneus ist eine westpaläarktische Art. Die Art ist offenbar selten. Laut Fauna Europaea sind Funde aus Rumänien, Bulgarien, aus Ungarn, aus dem Piemont in Norditalien, aus Norwegen sowie aus dem europäischen Teil Russlands bekannt.

## Lebensweise
Die Schlupfwespen werden im zeitigen Frühjahr beobachtet. Man findet die Schlupfwespe u. a. an Baumstämmen. Tycherus brunneus ist ein solitärer koinobionter Endoparasitoid von Schmetterlingsraupen. Als Wirte gelten Familien aus der Gruppe der Kleinschmetterlinge, möglicherweise Faulholzmotten (Oecophoidae).